# Picco Hùjtėn
Il Picco Hùjtėn (o Hùjtnij; mongolo: Хүйтэн оргил, trascritto Hùjtėn orgil, IPA [xwitən orgiɮ], che significa "freddo"; in cinese: 友谊 峰, Yǒuyì Fēng; picco Khüiten secondo la traslitterazione anglosassone) conosciuto precedentemente come Najramdal (Найрамдал оргил, Najramdal orgil; "picco dell'Amicizia"), è il punto più alto della Mongolia, si trova nella Provincia del Bajan-Ôlgij nell'estremo ovest del paese. La vetta raggiunge i 4 374 m. 

## Descrizione
Il Picco Hùjtėn è una delle cinque vette del massiccio Tabyn Bogd-Ola ("cinque santi"). Un picco, chiamato anch'esso Tavan Bogd (Tavan Bogd Uul), alto 4 082 m, che si trova circa 2,5 km a nord dello Hùjtėn, segna il punto di confine tra Russia, Mongolia e Cina. Secondo accordi tripartiti, le coordinate di questo punto sono 49°10′13.5″N 87°48′56.3″E
Dalla cima dello  Hùjtėn scende il ghiacciaio Potanin, il maggiore di tutto il massiccio, lungo 19 km, con un'area di 56,5 km² (in fase di ritiro).